# Giancarlo Guerrini
Giancarlo Guerrini (Rome, 29 december 1939 – aldaar, 21 maart 2025) was een Italiaans waterpolospeler.
Guerrini won samen met zijn ploeggenoten de gouden medaille tijdens de Olympische Zomerspelen 1960 in zijn geboorteplaats Rome. Guerrini kwam in actie vanaf de tweede ronde, Guerrini speelde tijdens dit toernooi in totaal vier wedstrijden.
Guerrini eindigde met zijn ploeggenoten in 1964 en 1968 op de vierde plaats.
Guerrini overleed op 21 maart 2025 op 85-jarige leeftijd.
Amedeo Ambron · 
Danio Bardi · 
Giuseppe D'Altrui · 
Salvatore Gionta · 
Giancarlo Guerrini · 
Franco Lavoratori · 
Gianni Lonzi · 
Luigi Mannelli · 
Eraldo Pizzo · 
Rosario Parmegiani · 
Dante Rossi · 
Brunello Spinelli
Danio Bardi · 
Mario Cevasco · 
Giuseppe D'Altrui · 
Federico Dennerlein · 
Giancarlo Guerrini · 
Franco Lavoratori · 
Gianni Lonzi · 
Eugenio Merello · 
Rosario Parmegiani · 
Eraldo Pizzo · 
Dante Rossi · 
Alberto Spinola
Alberto Alberani · 
Enzo Barlocco · 
Mario Cevasco · 
Paolo Ferrando · 
Giuliano Forcella · 
Alessandro Ghibellini · 
Giancarlo Guerrini · 
Franco Lavoratori · 
Gianni Lonzi · 
Gianni De Magistris · 
Eugenio Merello · 
Eraldo Pizzo